# Mounir Zeghdoud
Mounir Zeghdoud (Costantina, 18 novembre 1970) è un ex calciatore algerino, di ruolo difensore.

## Carriera

### Club
Ha sempre giocato nel campionato di casa.

### Nazionale
Con la Nazionale algerina ha collezionato 31 presenze e 3 partecipazioni alla Coppa d'Africa.